# Liu Jinfeng
Liu Jinfeng (Dalian, 3 luglio 1977) è un'ex biatleta cinese.

## Biografia
In Coppa del Mondo ottenne il primo risultato di rilievo il 9 marzo 1996 a Pokljuka (70ª) e l'unico podio il 9 marzo 1997 a Nagano (3ª).
In carriera prese parte a un'edizione dei Giochi olimpici invernali, Nagano 1998 (7ª nella staffetta), e a due dei Campionati mondiali (10ª nella staffetta ad Anterselva 1995 il miglior risultato).

### Coppa del Mondo
- 1 podio (a squadre[2]):
  - 1 terzo posto